# Ufficio delle Nazioni Unite per i servizi ed i progetti
L'Ufficio delle Nazioni Unite per i servizi ed i progetti (UNOPS, dall'inglese United Nations Office for Project Services) è un ufficio delle Nazioni Unite dedicato al perfezionamento e alla supervisione dei progetti e dei servizi forniti dalle agenzie dell'ONU.
Il compito dell'UNOPS è di fornire appoggio logistico alle agenzie ONU in operazioni delicate come lo sminamento, l'organizzazione di elezioni e la creazione di infrastrutture.
L'Ufficio è diretto da un consiglio di gestione composto da 36 rappresentanti di altrettante nazioni che vengono scelti a rotazione triennale, presieduto dal 2014 dalla norvegese Grete Faremo.